# Weissenbornia
Weissenbornia is een geslacht van rechtvleugeligen uit de familie sabelsprinkhanen (Tettigoniidae). De wetenschappelijke naam van dit geslacht is voor het eerst geldig gepubliceerd in 1888 door Karsch.

## Soorten
Het geslacht Weissenbornia  is monotypisch en omvat slechts de volgende soort:
- Weissenbornia praestantissima (Karsch, 1888)